# Снежана Богићевић
Снежана Богићевић (рођена 20. фебруара 1997. године у Сремској Митровици) је српска кошаркашица која игра на позицији бека и тренутно наступа за Цеље. Са Црвеном звездом је освојила три титуле првака Србије и три национална купа.

## Каријера
Сениорску каријеру почиње у ЖКК Црвена звезда и једној од најмлађих сениорских селекција у свим такмичењима у којима је клуб наступао. Са Звездом је освојила Куп Милана Циге Васојевића 2017. године. Исте сезоне је освојила и титулу првака Србије. У следећој сезони била је део екипе која је дошла до тридесете националне титуле у историји клуба.

## Остало
На 72. рођендан СД Црвена звезда Снежана је проглашена за најбољу младу сениорку Црвене звезде.